# Neophylax lewisae
Neophylax lewisae is een schietmot uit de familie Uenoidae. De soort komt voor in het Nearctisch gebied.